# 水果硬糖 (电影)
《水果硬糖》（英語：Hard Candy）是部美國及加拿大合製的獨立製片電影，由美國獅門娛樂製片發行於2005年。本片是由David Slade執導，Brian Nelson编剧，艾略特·佩奇飾演女主角Hayley Stark，派翠克·威爾森出演男主角Jeff Kohlver。

## 剧情
本片開頭是位14歲的女孩( Hayley Stark )和一個32歲的攝影師(Jeff Kohlver)兩人進行網路聊天。其天Jeff 答應了Hayley與她相見於一間咖啡館的提議，隨後便轉至咖啡館，且經過進一步的交談後，Hayley建議兩人回到Jeff 的家中。來到了Jeff 的住處後，Jeff遞給Hayley一杯飲料，她卻說大人告誡說不可以喝不是自己所調配的飲料，因此替兩人調配了雞尾酒。後來Hayley看似有些微醺，又開始建議Jeff替她拍照，便如同牆上所貼的模特兒照片。當Hayley開始擺首弄姿時，Jeff開始感到暈頭轉向且最終昏了過去。
然而Jeff醒來時，卻發覺自己被綁在電腦辦公椅上，Hayley便解釋了她之前就一直追蹤著他，並且知道他有強暴兒童的傾向。Jeff否認了如此的指控，說明自己是無辜的。Hayley接著就瘋狂地搜索了Jeff的家，最後找到了石庭中隱藏的保險箱，並且發現裏頭有一張Donna Mauer的照片。而這名女孩是名當地被綁架而失蹤的人口。Jeff辯稱他與Donna的失蹤無關，且試圖讓自己解脫束縛。Hayley便用保鮮膜包覆他的臉直到他再次昏迷。
Jeff再一次甦醒時，這次則是被綁在一張鐵桌上，而且有一袋冰塊放在他的生殖器上。Hayley再度詢問有關Donna Mauer的問題，且告知她將要閹割他。一段漫長的對話後，Hayley開始撰寫一封電子郵件給Janelle(Jeff的前女友)。Jeff試著勸阻Hayley的威脅，並試著以他童年受虐的故事求取同情，不料Hayley仍持續準備進行手術。